# Puisseguin
Puisseguin település Franciaországban, Gironde megyében. Lakosainak száma 828 fő (2022. január 1.). Puisseguin Lussac, Saint-Genès-de-Castillon, Montagne, Saint-Cibard, Saint-Philippe-d’Aiguille és Tayac községekkel határos.

## Népesség
A település népességének változása:
| Lakosok száma | 942  | 843  | 1038 | 903  | 866  | 869  | 856  | 823  | 818  | 828  |
|               | 1968 | 1982 | 1990 | 2006 | 2013 | 2015 | 2017 | 2019 | 2020 | 2022 |